# Pianèpsies
Les Pianèpsies o Pianòpsies (en grec antic: πυανέψια, πυανόψια) eren uns festivals celebrats cada any a l'antiga Atenes el dia 7 del mes de Pianepsió. Estava dedicat a Apol·lo.
La tradició deia que havia estat instituït per Teseu al seu retorn de Creta. En temps de Soló sembla que era una festa que se celebrava al final de la verema dedicada a Apol·lo i a Atena, i quan es va introduir el culte a Teseu es va associar amb el festival de les Oscofòries.
El seu nom derivava del nom del mes, i tots dos derivaven del mot πύαμος (pyamos), una altra forma de κύαμος (kyamos) 'faves', que es cuinaven en aquesta temporada o es portaven en forma de pols fins al festival. Es feia una processó on es portava la εἰρεσιώνη (eiresione), una branca d'olivera guarnida amb llana i carregada amb els productes del temps, atès que, en realitat, era una festa de la collita. La portava un noi que tenia els pares vius, i els que els seguien cantaven uns versos que Plutarc va conservar. La processó anava fins al temple d'Apol·lo, i la branca d'olivera era plantada a l'entrada i, segons algunes fonts, tothom plantava una branca d'olivera davant de casa, que es mantenia fins a les següents Pianèpsies, quan se substituïa per una de nova.